# Enric Marco Nadal
|  | No s'ha de confondre amb Enric Marco i Batlle. |

Enric Marco Nadal (València, 3 de maig de 1913 – El Vedat, Torrent (Horta Sud), 13 de novembre de 1994) fou un anarcosindicalista valencià.

## Biografia

### República i guerra civil
Treballà com a ferroviari des dels 13 anys i el 1930 es va afiliar al Sindicat Ferroviari de la CNT i a les Joventuts Llibertàries. De 1931 a 1936 fou secretari de la subsecció valenciana de la Federació Nacional d'Indústria Ferroviària de la CNT.
Durant la guerra civil espanyola formà part del Comitè Provincial de les Joventuts Llibertàries i marxà al front, va combatre en la Columna de Ferro a la batalla de Terol i al front d'Extremadura. Després fou oficial d'informació de cartografia de l'Estat Major de la 215a Brigada Mixta de l'Exèrcit Popular de la República.
La fi de la guerra el va sorprendre a Alacant, on fou detingut i internat al camp d'Albatera i al camp de concentració dels Ametllers. El setembre de 1939 aconseguí fugir a França amb un passaport falsificat, però en arribar a Perpinyà fou detingut i internat al camp de Sant Cebrià de Rosselló.

### Segona Guerra Mundial i exili
Allí es va enrolar al 23è Regiment de Marxa de Voluntaris Estrangers de l'Exèrcit francès i fou enviat a Síria, d'on va desertar amb altres companys per a unir-se a les forces de la França Lliure. Es va unir a la Primera Divisió Francesa Lliure de Leclerc i va combatre contra els nazis a Egipte, Líbia, Síria, Líban, Tunísia, Itàlia i França. El gener de 1945 fou fet presoner pels nazis a Polch, i l'internaren al camp de concentració de Langwasser (vora Nuremberg, Alemanya), d'on fou alliberat en acabar la Segona Guerra Mundial. Va ser condecorat pels governs dels Estats Units i de França.
El maig de 1945 marxà a París, on es va alinear amb el sector col·laboracionista de la CNT de l'interior. Després va marxar a Poitiers i a Tolosa de Llenguadoc, on fou secretari de propaganda del Subcomitè Nacional.

### Activitat interior
El maig de 1946 va travessar la frontera i anà a Madrid, on fou nomenat Secretari General de la CNT. Va centrar els seus esforços a potenciar l'Aliança Nacional de Forces Democràtiques (ANFD) com a plataforma unitària antifranquista, alhora que va mantenir contactes amb la Federación de Guerrillas de León-Galicia.
Fou detingut el 27 de maig de 1947 a Barcelona on havia anat a cercar uns explosius per a organitzar un atemptat contra Francisco Franco. El 5 de febrer de 1949 fou condemnat a mort, però degut a la pressió de les autoritats aliades, als tres mesos li fou commutada per 30 anys de presó. Va passar per les presons d'Alcalá de Henares, Sant Miquel dels Reis, Ocaña, Segòvia i Burgos (1958), on rebutjà una proposta de col·laborar amb el sindicalisme franquista. Fou indultat el 1964 amb ocasió dels "25 años de paz". Tanmateix, el 1966 va donar suport als partidaris del cincpuntisme, que volien pactar amb el Sindicat Vertical franquista. Poc després va rebre una feina a la Delegació de la Seguretat Social de València.
Quan es va reorganitzar la CNT (1975-1976) va tornar-hi i fou nomenat president del Sindicat del Transport a València. En el Congrés de València de 1980 fou nomenat president honorari del sector escindit. Després es dedicà a fer conferències sobre la lluita antifranquista. El 1994 va ingressar en una llar d'avis al Vedat de Torrent, on va morir d'una aturada cardíaca el 13 de novembre de 1994.

## Obres
- Condenado a muerte. Trozo autobiográfico (1966)
- Todos contra Franco. La Alianza Nacional de Fuerzas Democráticas (1944-1947) (1982)
- La oposición libertaria al régimen de Franco (1936-1975) (1993, amb altres)